# Velika Sestrica
Koordinati:   42°56′46″N, 17°12′26″E
Velika Sestrica je majhen nenaseljen otoček v Dalmaciji, ob zahodni obali polotoka Pelješac (Hrvaška).
Otoček, na katerem stoji svetilnik, leži okoli 2,5 km jugovzhodno od Orebića v Pelješkem kanalu, Od naselja Podstup na polotoku Pelješac je oddaljen okoli 2 km.. Površina otočka meri 0,011 km². Dolžina obalnega pasu je 0,39 km.
Iz pomorske karte je razvidno, da svetilnik oddaja svetlobni signal: B Bl(4) 15s. Nazivni domet svetilnika je 11 milj.